# Carrapateira
Carrapateira is een gemeente in de Braziliaanse deelstaat Paraíba. De gemeente telt 2.347 inwoners (schatting 2009).
De gemeente grenst aan Nazarezinho, Aguiar en São José de Piranhas.